# Diamonds (Herb Alpert)
Diamonds è un singolo del musicista statunitense Herb Alpert, pubblicato nel 1987 e realizzato in collaborazione con le cantanti statunitensi Janet Jackson e Lisa Keith. Il brano è estratto dall'album Keep Your Eye on Me di Alpert.

## Tracce
7" (UK)
1. Diamonds (edit) – 4:19
2. Rocket to the Moon – 3:52